# Hôtel de Simiane (Paris)
Pour les articles homonymes, voir Hôtel de Simiane.
L’hôtel de Simiane ou hôtel de la Grande-Chancellerie est un ancien hôtel particulier, situé au no 11, place Vendôme, dans le 1er arrondissement de Paris.
Il est construit de 1708 à 1714, pour Suzanne de Simiane de La Coste, par l'architecte Germain Boffrand, puis annexé au no 13, par le Régent, en 1717, sous la houlette de l'architecte Robert de Cotte.
Il est, depuis 1718, le siège de la Grande-Chancellerie puis du ministère de la Justice.
Depuis le 6 juin 2020, son hôte actuel est Gérald Darmanin, ministre de la Justice et Garde des Sceaux.

## Situation
L’hôtel est situé au sud de la place et est mitoyen de l’hôtel de Villemaré au no 9 et de l’hôtel de Bourvallais au no 13.

## Historique

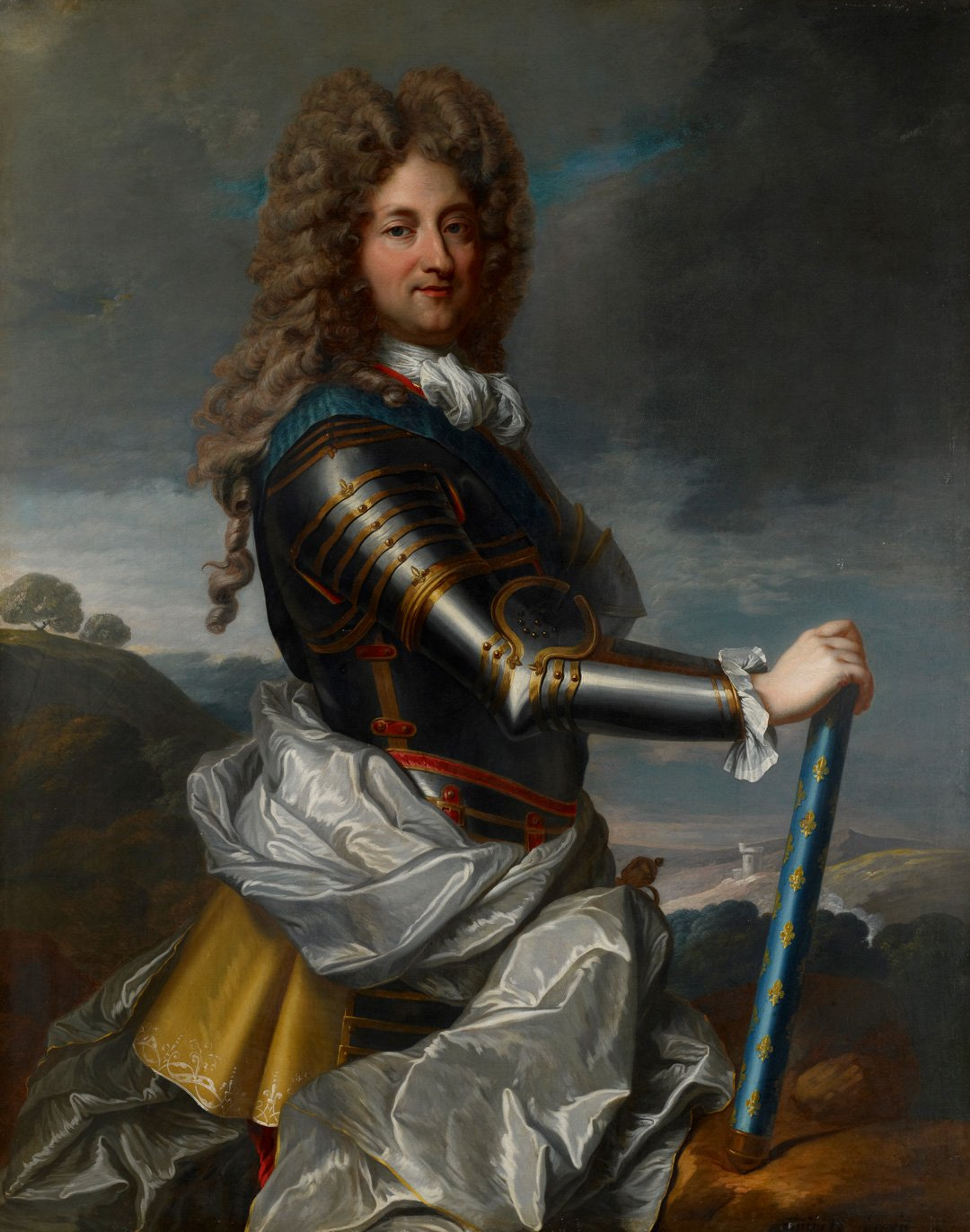
Le Régent

La parcelle est acquise en 1699, par le financier Jean de Sauvion.
En 1701, ce dernier fait banqueroute, et le terrain revient au roi qui le cède à l’architecte Jules Hardouin-Mansart en 1703.

Ce dernier le revend à son gendre, Claude Le Bas de Montargis, dans le but d’arrondir sa propriété, comprenant alors, le no 7 et le no 9, voisins. Dépassé par l’ampleur des travaux, le financier abandonne la parcelle non-bâtit, l’année suivante, au profit de la comtesse Suzanne de Simiane de La Coste, née Guyhou de Bruslon, qui a vent de l’affaire par l’entremise de son oncle, le financier Paul Poisson de Bourvallais, alors propriétaire de l’hôtel du no 13.
Cette dernière fait construire son hôtel pour la somme de 60 000 livres, par l’architecte Germain Boffrand, de 1708 à 1714.
En 1717, le Régent acquiert l’hôtel au nom de l’état, tout comme le no 13, et les deux hôtels sont réunis l’année suivante au cours de travaux d’embellissement, exécutés par l’architecte Robert de Cotte, et forment l’hôtel de la Grande-Chancellerie.
En 1848, le mètre étalon est apposé sur la façade de l'hôtel.
Même au travers des différents régimes, il est encore aujourd’hui le ministère de la Justice et la résidence du Ministre.
- 1718-1792 : Liste des chanceliers de France
- depuis 1792 : Liste des ministres français de la Justice

## Protection
L’hôtel est classé aux monuments historiques, une première fois sur la liste de 1862, puis une seconde fois, entièrement, par arrêté du 22 février 1982, puis inscrit pour ses bâtiments sur la rue Cambon par arrêté du 7 novembre 1991.